# Kaladan (Indonezja)
Kaladan – wieś (desa) w kecamatanie Candi Laras Utara, w kabupatenie Tapin w prowincji Borneo Południowe w Indonezji.
Miejscowość ta leży w południowej części kecamatanu, około 7 km na wschód od Marabahanu.